# Tetraodon miurus
Tetraodon miurus är en fiskart som beskrevs av George Albert Boulenger 1902. Tetraodon miurus ingår i släktet Tetraodon och familjen blåsfiskar. IUCN kategoriserar arten globalt som livskraftig. Inga underarter finns listade i Catalogue of Life.